# Amer Hakeem
Amer Hakeem (* 8. November 1998 in Singapur), mit vollständigen Namen Muhammad Amer Hakeem Bin Mohamad Nazri, ist ein singapurischer Fußballspieler.

## Karriere
Amer Hakeem erlernte das Fußballspielen in der Jugendmannschaft von Hougang United. Seinen ersten Vertrag unterschrieb er am 1. Januar 2018 bei den Young Lions. Die Young Lions sind eine U23-Mannschaft, die 2002 gegründet wurde. In der Elf spielen U23-Nationalspieler und auch Perspektivspieler. Ihnen soll die Möglichkeit gegeben werden, Spielpraxis in der ersten Liga, der Singapore Premier League, zu sammeln. Für die Lions spielte er 2018 achtmal in der ersten Liga. 2019 kam er nicht zum Einsatz. Von Januar 2020 bis Oktober 2020 war er vertrags- und vereinslos. Am 1. November 2020 wurde er für zwei Monate von seinem ehemaligen Verein Young Lions verpflichtet. Nach Vertragsende wechselte er am 1. Januar 2021 zum Ligakonkurrenten Balestier Khalsa.